# Fundación Pehuén
La Fundación Pehuén es una entidad sin fines de lucro que apoya a seis comunidades pehuenches de la comuna de Alto Biobío, en la Región del Biobío; Ayin Mapu, Pitril, El Barco, Callaqui, Quepuca Ralco, y Ralco Lepoy. 
Constituida en 1992, Fundación Pehuén trabaja para promover el mejoramiento de las condiciones de vida de las comunidades en áreas de educación, salud, vivienda e ingreso económico, además de la promoción de los aspectos propios de la cultura Pehuenche.

## Actividades
Las áreas de trabajo de la Fundación incluyen programas de fomento productivo, de educación y preservación de la cultura, de infraestructura social comunitaria y de asistencia social a familias y organizaciones. La visión propia del pueblo pehuenche es el principio de la Fundación Pehuén. Este principio es dividido en cuatro áreas de gestión.
- Programas de Fomento Productivo

Estos programas tienen como objetivo apoyar microempresas incipientes y otras actividades en los ámbitos de explotación ganadera, actividad agrícola, y turismo. Los programas se enfocan principalmente en aumentar el valor patrimonial del capital económico de las familias, el ganado y la tierra.
- Programa de Educación y Preservación de la Cultura

Los programas de Educación proporcionados por la Fundación Pehuén ayudan a los jóvenes de las comunidades pehuenches a terminar su formación básica y luego continuar su educación superior. La formación de apoyo incluye aportes a los establecimientos de las comunas y a individuos de nivel preescolar, básica, media y superior; la formación y capacitación de las personas; y el fortalecimiento de las expresiones culturales propias y de la identidad. Los programas de Preservación de la Cultura promueven la preservación de las tradiciones pehuenches en las comunidades. Estos constituyen el reforzamiento del capital social en las comunidades y el apoyo a la convivencia cultural y deportiva.
En 2007, la Fundación Pehuén recibió, por su programa Promoción de la Educación Media y Superior, el Premio Al Buen Ciudadano Empresarial por la Cámara Chilena Norteamericana de Comercio (AMCHAM).
- Programas de Infraestructura Social Comunitaria

La gestión de esta área incluye ayudar a las comunidades a sus actividades productivas y servicios básicos como el acceso al agua potable y riego. Además, se entrega el mejoramiento de la infraestructura vial y el financiamiento de la construcción de sedes comunitarias.
- Programas de Asistencia Social a Familias y Organizaciones

Los programas de Asistencias Sociales ayudan a las familias pehuenches soluciones a emergencias y catástrofes naturales. Los programas de asistencias incluye el apoyo para la construcción de las viviendas, la provisión de servicios como la electricidad y el agua potable, la atención médica con enfermedades crónicas y capacitación en oficios entre otros.

## Proyectos
La Fundación Pehuén tiene proyectos relacionado con el turismo, la ganadería, y el trabajo de textil. Todos tienen un alcance de 3 años hasta 2013. Los más relevantes incluyen: 
- El proyecto de la Fundación Kayulof es para impulsar un red de turismo en las seis comunidades indígenas y en los arrieros de montaña y la flora y fauna presente en la zona del Alto Biobío.[14]
- Firmado en abril de 2010, el Proyecto ganadero promueve el trabajo conjuntas de cooperación y el desarrollo ganadero en las comunidades indígenas. Eso es para fortalecer en las comunidades pehuenches del Alto Biobío el capital humano y fomento de la competitividad del sector ganadero.[14]
- El último proyecto es el Proyecto de producción de textiles. Iniciado en enero de 2010, el proyecto ayuda a rescatar las tradiciones textiles locales y aportar a eso un reconocimiento como una actividad propia de la cultura mapuche-pehuenche desarrollada por mujeres.[14]

## Mesa público-privada comunal de cultura
“En julio de 2009, Fundación Pehuén convocó a todas las entidades públicas y privadas que trabajan en la comuna de Alto Biobío, a conformar una mesa de diálogo para ejecutar, en conjunto con las comunidades, programas estratégicos para la promoción y fortalecimiento de la cultura, identidad y tradiciones de la etnia pehuenche.
La convocatoria marca un hito en las relaciones institucionales en el Alto Biobío, ya que constituye la primera experiencia concreta de trabajo coordinado bajo un objetivo común. La mesa de la cultura está integrada por: la Ilustre Municipalidad de Alto Biobío, el Servicio Evangélico para el Desarrollo (SEPADE), Visión Mundial, el Servicio de Salud Biobío, la Corporación Nacional de Desarrollo Indígena (CONADI), el Concejo Comunal de Alto Biobío y Fundación Pehuén. 
La primera labor de la mesa fue elaborar una estructura y organización funcional. La presidencia ejecutiva quedó a cargo de la Fundación y la coordinación operativa es responsabilidad de un monitor pehuenche, con amplio dominio de la cultura. En esta línea, se diseñó un plan de autodiagnóstico realizado por dirigentes, machis, lonkos y kimches de las comunidades, con el propósito de formular programas desde las mismas organizaciones de base. Además, se diseñó una metodología de trabajo de carácter participativo e inclusivo.”